# Achnatherum
Achnatherum es un género de plantas que incluye varias especies de hierbas perteneciente a la familia de las poáceas. Varias especies han sido cambiadas entre Achnatherum y el género Stipa; La taxonomía entre los dos géneros, estrechamente relacionados, es aún incierta. Comprende 99 especies descritas y de estas, solo 3 aceptadas.
Achnatherum hymenoides es útil como una fuente de alimento para los nativos americanos. Achnatherum brachychaetum es conocida como una mala hierba nociva.

## Taxonomía
El género fue descrito por Palisot de Beauvois y publicado en Essai d'une Nouvelle Agrostographie 19, 146, pl. 6, f. 7. 1812. La especie tipo es:  Achnatherum calamagrostis (L.) P. Beauv.
Etimología
Achnatherum: nombre genérico que deriva de las palabras griegas: "achne = "gluma" y ather = "tallo, lengüeta" en alusión al lema.

## Especies aceptadas
A continuación se brinda un listado de las especies del género Achnatherum aceptadas hasta octubre de 2014, ordenadas alfabéticamente. Para cada una se indica el nombre binomial seguido del autor, abreviado según las convenciones y usos.	
- Achnatherum arnowiae (S.L. Welsh & N.D. Atwood) Barkworth
- Achnatherum inebrians (Hance) Keng
- Achnatherum longiaristatum (Boiss. & Hausskn.) Keng & P.C. Kuo